# Zentralamerikanischer gemeinsamer Markt

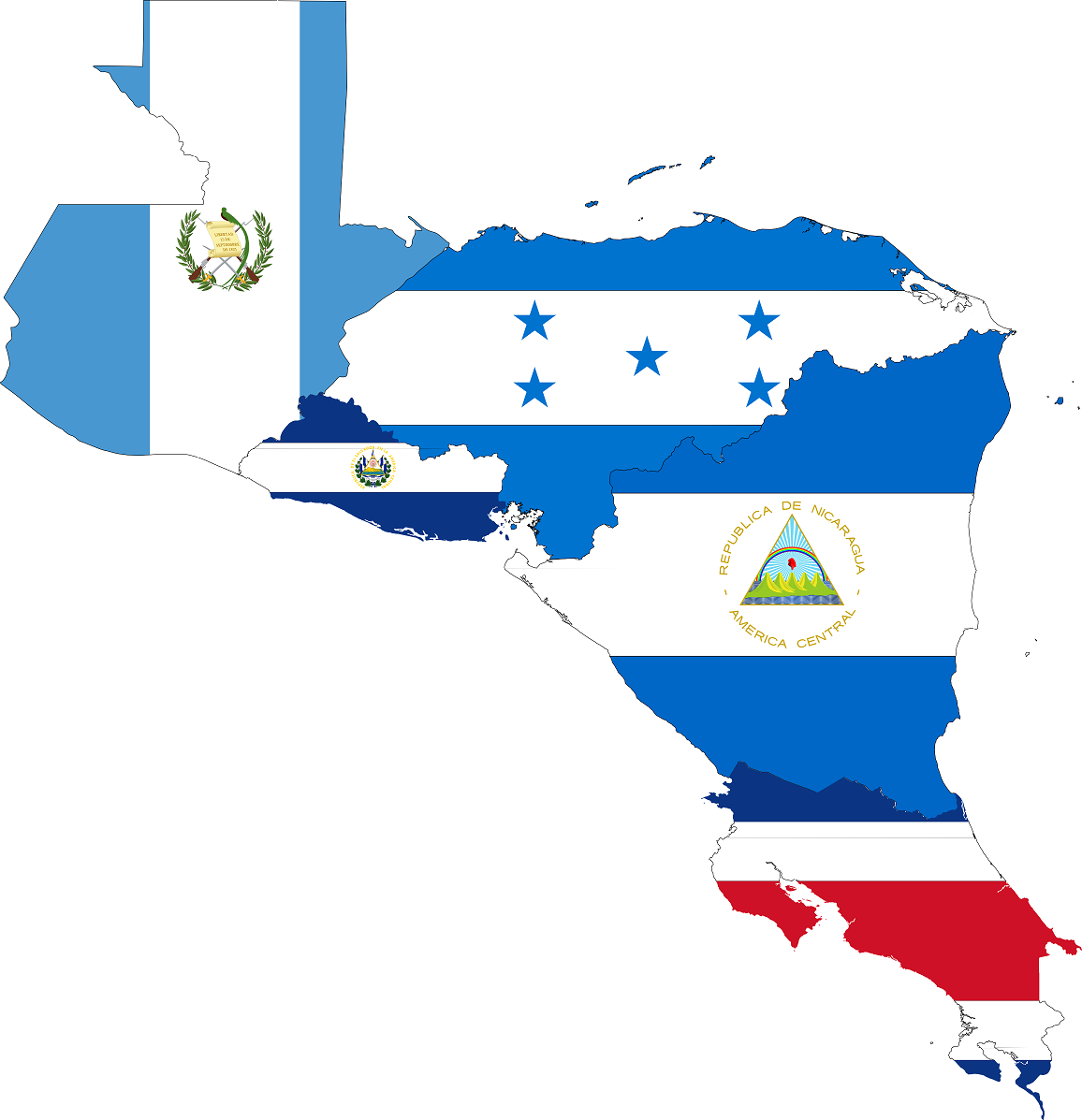
Länder des Mercado Común Centroamericano

Am 13. Dezember 1960 unterzeichneten in Managua Vertreter von vier zentralamerikanischen Staaten das Abkommen zur Gründung des Mercado Común Centroamericano (MCCA = Gemeinsamer zentralamerikanischer Markt). Gründungsmitglieder waren die ODECA-Mitgliedstaaten Guatemala, El Salvador, Honduras und Nicaragua. Der fünfte ODECA-Mitgliedstaat Costa Rica kam 1963 hinzu. Nach dem Fußballkrieg von 1969 zwischen El Salvador und Honduras verlor das Abkommen an praktischer Bedeutung. Erst nach Schaffung des Zentralamerikanischen Integrationssystems im Jahr 1991 wurde es 1993 mit dem Protokoll von Guatemala wieder reaktiviert.